# Горски чистец
Горският чистец (Stachys sylvatica) е вид двусемеделно растение от семейство Устноцветни (Lamiaceae). Той е многогодишно тревисто растение, достигащо 80 cm на височина. Цветовете му са лилави, като в умерените ширини на Северното полукълбо цъфти през юли и август.